# Västfjället

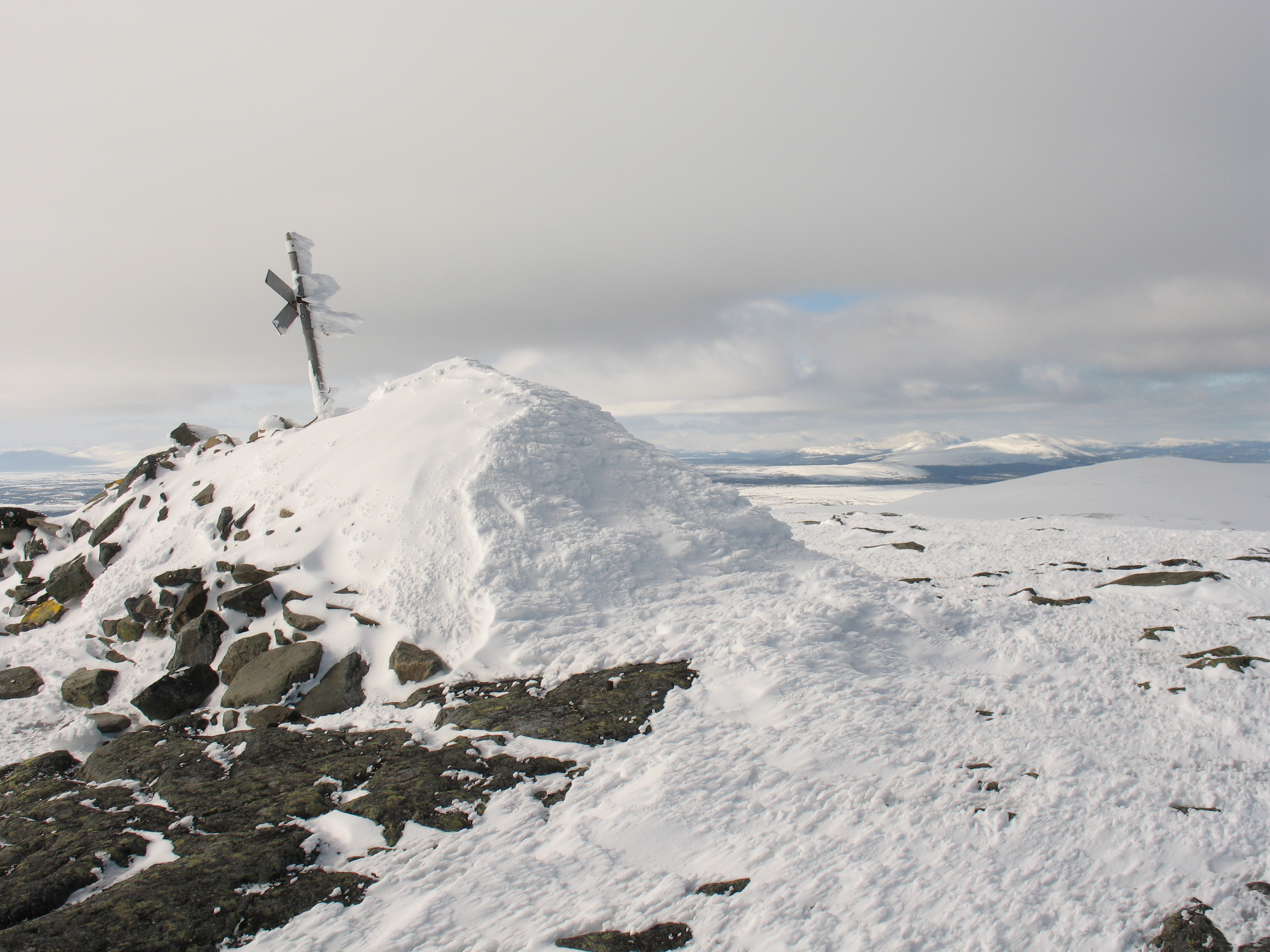
Västerfället

Västfjället är en fjälltopp i norra Oviksfjällen i Jämtlands län, norr om Bydalen och Höglekardalen. Höjden är 1158 m ö.h.